# Patí de vela
El Patí de vela (o patí català) és una embarcació de vela tipus catamarà que es caracteritza per no tenir orsa, timó, botavara, ni sabres a la vela.

## Història
Neix entre els anys 1920 i 1925 a les platges de Badalona, Catalunya, tot i que algunes fonts indiquen que va ser l'any 1927, de la mà de Josep Maria Lassosa. (Lasaosa segons altres documents). Originàriament, es va crear com un giny de platja compost per dos flotadors iguals i simètrics de proes i popes, unes bancades, i incorporava un rem de doble pala. A la fi de la dècada van tenir la idea de col·locar a aquesta embarcació de dos bucs, un arbre i una vela obtenint-se l'actual patí de vela. El vaixell es va escampar ràpidament per tot el litoral del Barcelonès i el Maresme.
L'any 1940 es tingué una regata que fou anomenada Campionat de Catalunya, tot i que la Federació Regional de Vela la va desautoritzar amb una nota de premsa, i el nom de la prova es va canviar pel de Gran Premi de Barcelona.
L'any 1942 els germans Luís i Emili Mongé, que es dedicaven a la importació de fusta, socis del Club Natació Badalona, dissenyen les formes dels bucs actuals del patí de vela, els dos iguals, però amb diferències notables entre proa i popa per a evitar la deriva. Aquest disseny fou triat a partir d'una regata que es fa a Vilanova i la Geltrú, en què el disseny dels badalonins es va mostrar tan superior que es va adoptar com a base per a definir un model unificat de patí. Els plànols constructius els va fer Artur Roca, afinant i estilitzant les línies originals prou efectives.
Carles Pena aconsegueix que la Reial Federación Española de Vela reconegui Patí de vela com una embarcació en sèrie. També va ser impulsor del primer Campionat d'Espanya de Patí de Vela, celebrat al Club Natació Barcelona el 1944 i que continua a tenir lloc actualment organitzat per diferents clubs de l'estat. El mateix any el Comitè Olímpic va aprovar els estatuts de la federació Espanyola de Vela. El 1951 va fundar l'Associació Deportiva Internacional de Patí A Vela (ADIPAV), essent-ne president durant 17 anys.
L'any 1968, Antoni Soler (Badalona, 1927-1997), fabricant badaloní de patins i primer constructor en sèrie de patins de vela (del 1960 a 1987), crea el Patí de vela júnior per als nens i adolescents.
Actualment, hi ha flotes de patins a Catalunya, Andalusia, València, Illes Balears, Múrcia, Bèlgica, Països Baixos, Alemanya i França.

## Dimensions
- Patí de vela[8]
  - Eslora: 5,60 metres
  - Mànega: 1,60 metres
  - Llargada de l'arbre: 6,80 metres
  - Superfície de la vela: 12,60 metres quadrats
  - Pes mínim: 89 kg
- Patí de vela junior
  - Eslora: 3,98 metres
  - Mànega: 1,40 metres

## Tècniques de navegació
- Govern pel desplaçament del pes

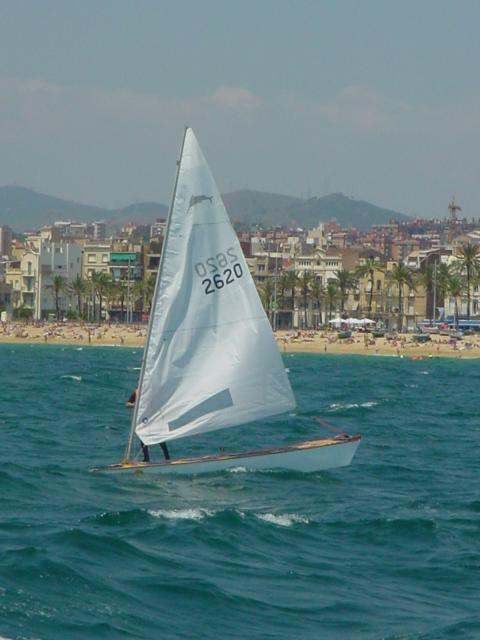
Patí de vela orsant davant la platja de Badalona

  - El pes del patró cap a la proa: el patí orsa (es dirigeix cap a la direcció vent, al costat oposat de la vela)
  - El pes del patró cap a la popa: el patí arriba (cau més a favor del vent, cap al costat de la vela)
- Govern amb peus i mans dins l'aigua
  - Els peus o la mà a l'aigua (el més a popa possible) a sotavent (al costat de la vela): fa arribar
  - Els peus o la mà a l'aigua (el més a popa possible) a barlovent (al costat oposat de la vela): fa orsar
- Govern per orientació de la vela
  - Vela més tancada: el patí arriba
  - Vela més oberta: el patí orsa
- Govern per orientació de l'arbre
  - L'arbre cap a proa: el patí arriba
  - L'arbre cap a popa: el patí orsa

### Ajustament del pal
El pal està suportat per dos estais, dos obencs i dues burdes. La llargària dels estais i de les burdes és regulable mentre es navega. De cenyida el pal acostuma a anar inclinat cap a popa. D'empopada es regula perquè quedi vertical (en candela). Amb vents fluixos pot anar una mica inclinat cap a proa.

### Ajustament de la vela
Tot i que fa uns anys hi havia altres sistemes de regulació, en els patins actuals la vela és hissada fins a dalt de tot. Una mordassa (o un sistema similar) mossega la drissa i manté el puny de pena immòbil.
La tensió del gràtil (la part de la vela que va envergada al pal) es pot regular navegant. Caçant o amollant la ralinga mitjançant una politja i una cordeta el cap de la qual va redirigit cap a popa i es subjecta amb una mordassa.
- Hi ha un altre sistema similar a l'anterior per a tensar o amollar el que s'anomena "cua d'ànec".[10]

#### Flector
El flector és un senzill sistema de cables i politges que permet aplanar la vela (actuant sobre la curvatura del pal) tot navegant. Dos cables d'acer inoxidable de petita mena van fixats als estais (un a cada estai) mitjançant una petita politja per cable. Des dels estais van a parar a dues politges a l'altura de la creueta del pal. Per sota d'aquestes politges els caps dels cables s'uneixen i es reenvien cap a coberta. Allí hi ha un sistema de politges múltiples que reenvia el cap d'una corda cap a popa, a la planxa de sistemes de regulació. La corda del flector passa per una mordassa de subjecció i pot tensar-se o amollar-se a voluntat del navegant.

## Sotsobrar i adreçar el veler
Un incident possible, i relativament freqüent en els navegants més agosarats, és bolcar de costat o completament (amb el pal dins l'aigua, quilles al sol: "fent la xocolatera" com diuen els practicants). En principi no hi ha cap problema: els flotadors són estancs i no embarquen gens d'aigua. L'únic que ha de fer el patró és subjectar bé el cap de l'escota (que hauria de tenir sempre el nus anomenat vuit).
- Si el pal és per sota de l'aigua, la primera operació és posar el patí de costat. Amb el pal relativament horitzontal.
  - Una manera habitual és la de seure en la quilla del flotador oposat a la vela i fer palanca amb el cos (amb les puntes dels peus enganxats a una cinta).
- Quan el pal estigui horitzontal, el patró es desplaça cap a proa (amb cura de no tornar a fer la xocolatera) i passant l'escota prop del cadenot de l'obenc que queda fora de l'aigua, fer contrapès fins a tornar a adreçar el patí.

Quan els pals eren de fusta la maniobra d'adreçar un patí bolcat era més fàcil. Els pals d'alumini tenen menys flotabilitat i són més propensos a fer la xocolatera. La tècnica requerida és la mateixa però cal dominar-la i gaudir d'una certa agilitat.

## Cronologia
En la història del Patí de vela hi ha dues etapes importants: 
- un període previ, amb el descobriment i construcció dels patins de rems o de pales
- l'evolució des dels primers patins amb vela fins a l'actualitat

Una relació cronològica dels fets més importants es presenta a continuació.

### Antecedents
- 1871. Regates de patins de rems al port de Barcelona.
  - Una publicació esmentava una regata de "patines marítimos".[11]
  - José María Martínez-Hidalgo y Terán, en l'obra Los Deportes náuticos en Catalunya 1821-1936: más de un siglo de remo, vela y motor (pàgina 34), va ampliar detalls d'aquella regata.[12]
    - Hi participaren cinc patins, construïts per Carles Geli a la Barceloneta. El guanyador del primer premi (75 pessetes) fou Bonaventura Cassola. El segon classificat, premiat amb 50 pessetes fou Carles Solé.
- 1917. Patins de rem esmentats a Itàlia.[13]
- 1924. Al volum 22 de l'Enciclopèdia Espasa, il·lustrant la veu “Esquife”, hi figurava una fotografia d'un patí propulsat amb doble pala. Disposava de dos bucs simètrics, completament estancs, units per tres planxes: una de central més ampla i dues més estretes separades de la primera. Les proes i les popes eren idèntiques.

### Patins amb vela
Hi ha referències molt antigues de vaixells de vela equipats amb patins per a navegar sobre el gel. Altres variants també estan documentades.
Hi ha una obra que permet la consulta de diferents trineus de vela.

### "Ice Scooters"
Els anomenats "Ice Scooters" són petits velers que naveguen sobre el glaç i que originalment podien navegar per l'aigua. No tenen timó i la seva maniobra és semblant a la del Patí de vela.